# NGC 3171
NGC 3171 é uma galáxia elíptica (E-S0) localizada na direcção da constelação de Hydra. Possui uma declinação de -20° 38' 51" e uma ascensão recta de 10 horas, 15 minutos e 36,8 segundos.
A galáxia NGC 3171 foi descoberta em 1886 por Ormond Stone.